# Grand Prix automobile d'Italie 1923
Le Grand Prix automobile d'Italie 1923 s'est tenu le 9 septembre sur l'autodrome de Monza. Le vainqueur de cette épreuve a également reçu le titre honorifique de vainqueur du Grand Prix automobile d'Europe.

## Histoire
Ce 3e Grand Prix automobile d'Italie (et 1er Grand Prix automobile d'Europe) est auréolé d'une double victoire italienne de Fiat et de ses pilotes Carlo Salamano et Felice Nazzaro sur Fiat 805/405. 

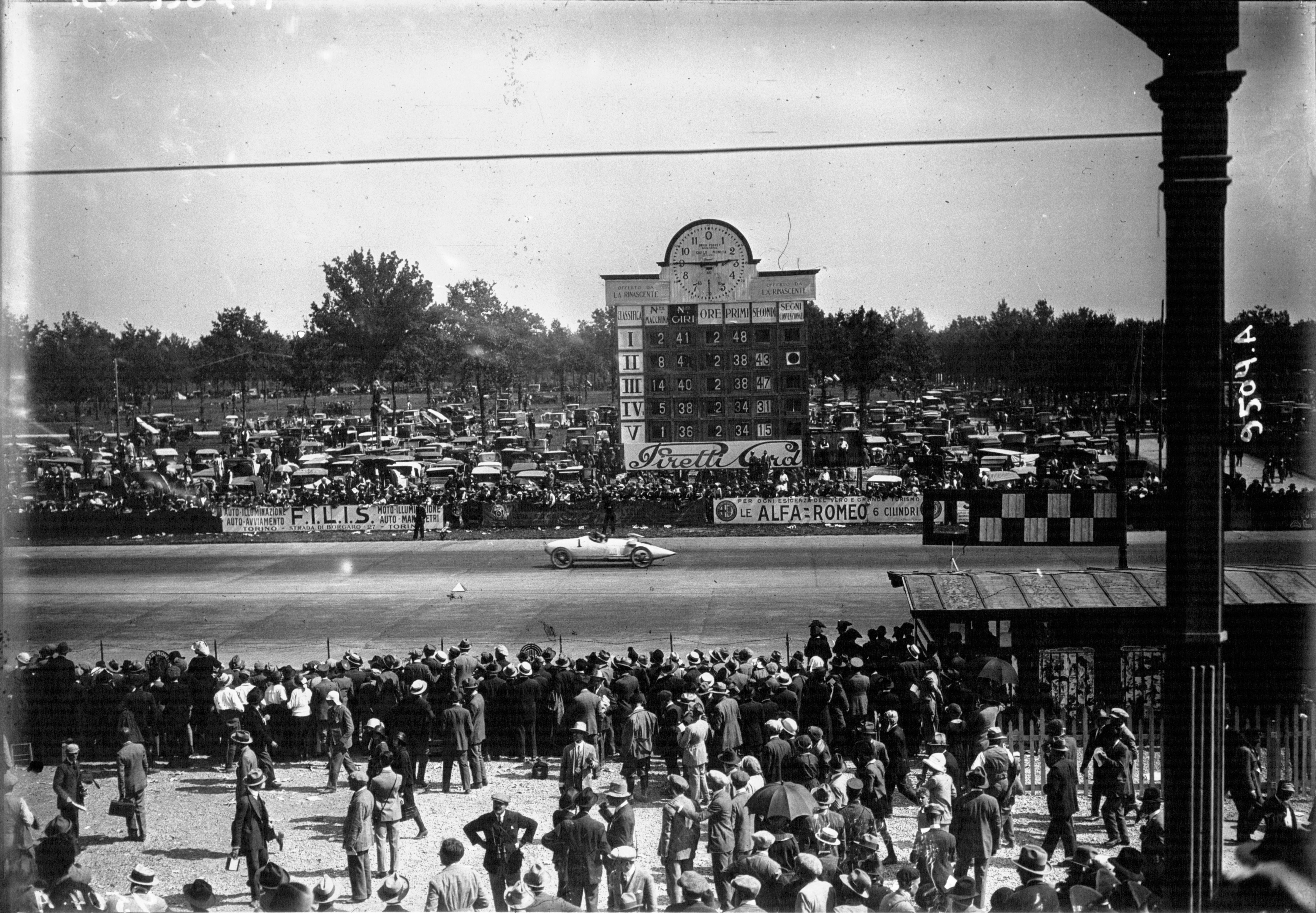
Ligne de départ et d'arrivée
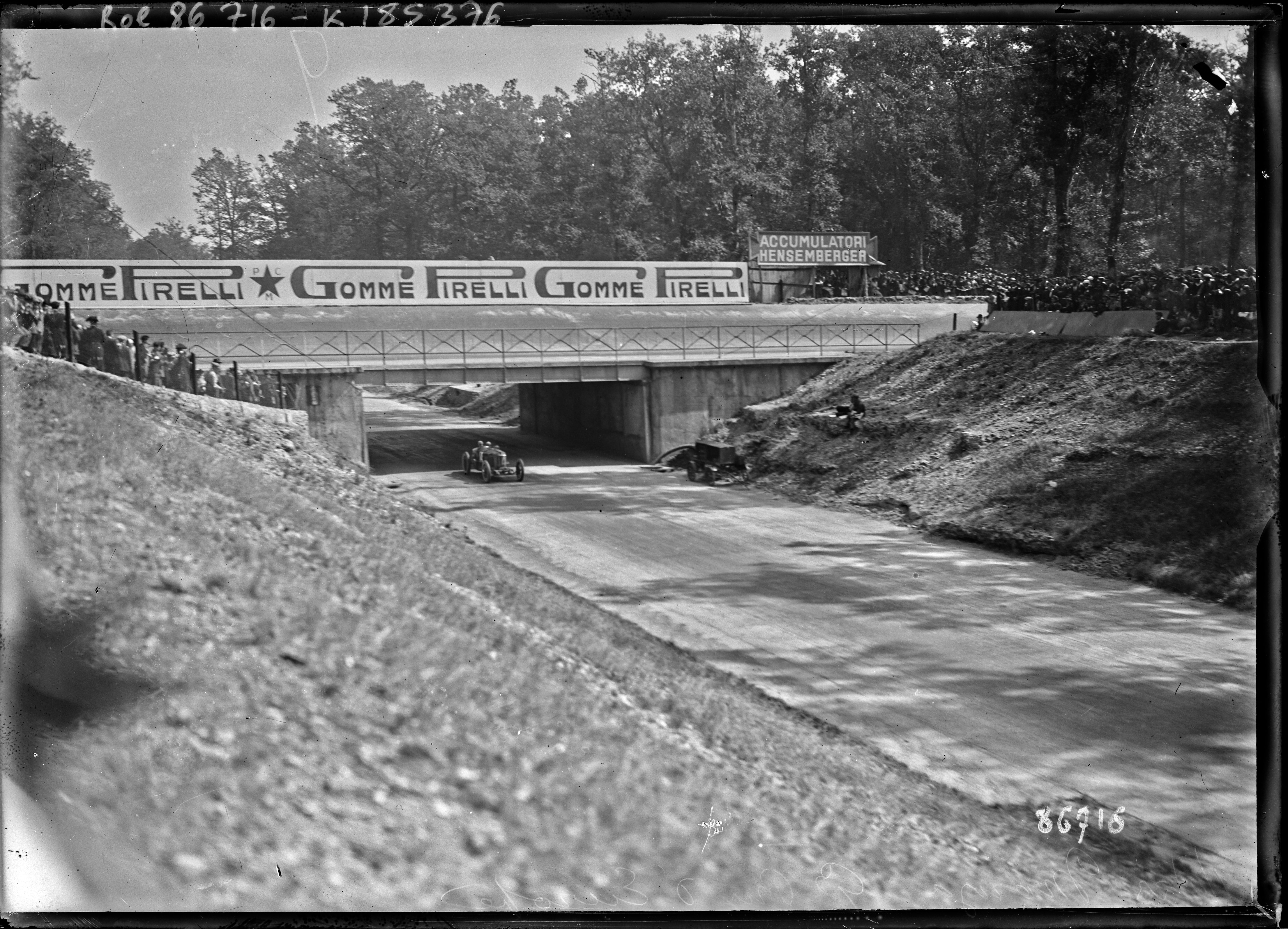
Fiat 805/405 n°14 de Carlo Salamano
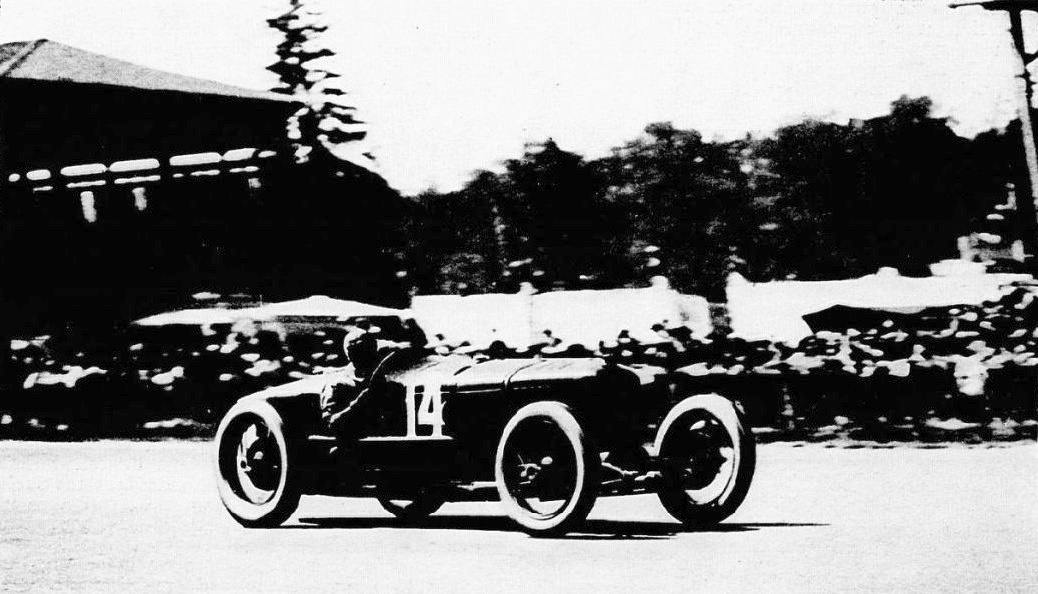
Le vainqueur Carlo Salamano, sur Fiat 805/405.

Le pilote italien Ugo Sivocci perd accidentellement la vie lors de cette compétition, au volant de son Alfa Romeo P1, entrainement le retrait des deux autres Alfa Romeo P1 d'Antonio Ascari et Giuseppe Campari. 

## Classement
| Pos | N° | Pilote            | Châssis            | Tours | Temps/Abandon           | Grille |
| --- | -- | ----------------- | ------------------ | ----- | ----------------------- | ------ |
| 1   | 14 | Carlo Salamano    | Fiat 805/405       | 80    | 5h27m38                 |        |
| 2   | 8  | Felice Nazzaro    | Fiat 805           | 80    | 5h28m02                 |        |
| 3   | 5  | Jimmy Murphy      | Miller 122         | 80    | 5h32m51                 |        |
| 4   | 1  | Ferdinando Minoia | Benz RH            | 76    |                         |        |
| NC  | 7  | Franz Horner      | Benz RH            | 71    |                         |        |
| NC  | 16 | Martín de Álzaga  | Miller 122         | 70    |                         |        |
| Ret | 4  | Albert Guyot      | Rolland-Pilain     | 60    |                         |        |
| Ret | 2  | Pietro Bordino    | Fiat 805/405       | 44    | Driver exhaustion       |        |
| Ret | 10 | Gaston Delalande  | Rolland-Pilain     | 30    |                         |        |
| Ret | 15 | André Lefebvre    | Voisin Laboratoire | 29    |                         |        |
| Ret | 13 | Willy Walb (de)   | Benz RH            | 29    |                         |        |
| Ret | 9  | Henri Rougier     | Voisin Laboratoire | 28    |                         |        |
| Ret | 11 | Louis Zborowski   | Miller 122         | 15    |                         |        |
| Ret | 3  | Eugenio Silvani   | Voisin Laboratoire | 14    | Mechanical              |        |
| DNS | 6  | Antonio Ascari    | Alfa Romeo P1      |       | Withdrawn               |        |
| DNS | 12 | Giuseppe Campari  | Alfa Romeo P1      |       | Withdrawn               |        |
| DNS | 17 | Ugo Sivocci       | Alfa Romeo P1      |       | Fatal crash in practice |        |

Légende :
- Abd.= Abandon